# Sphenoptera calligoni
Sphenoptera calligoni es una especie de escarabajo del género Sphenoptera, familia Buprestidae. Fue descrita científicamente por Kalashian & Volkovitsh en 1997.

## Distribución
Habita en la región paleártica.